# Brooke Buschkuehl
Brooke Buschkuehl (geb. Stratton; * 12. Juli 1993 in Box Hill) ist eine australische Leichtathletin, die sich auf den Weitsprung spezialisiert hat und mit 7,13 m Rekordhalterin Ozeaniens.

## Sportliche Laufbahn
Erste internationale Erfahrungen sammelte Brooke Buschkuehl bei den Jugendweltmeisterschaften 2009 in Brixen, bei denen sie im Finale mit 5,86 m den zehnten Platz belegte. Bei den Ozeanischen Jugendmeisterschaften 2010 in Sydney gewann sie im Dreisprung die Silbermedaille. Bei den Juniorenweltmeisterschaften im kanadischen Moncton wurde sie Sechste. Zwei Jahre später belegte sie bei den Juniorenweltmeisterschaften in Barcelona den siebten Platz mit 6,42 m. 2015 qualifizierte sie sich für die Weltmeisterschaften in Peking, bei denen sie aber mit 6,64 m in der Qualifikation ausschied. Ihre persönliche Bestleistung steht bei 7,05 m, die sie bei den Perth Track Classic 2016 erreichte und damit den 14 Jahre lang gültigen australischen Rekord von Bronwyn Thompson überbot. Wenige Tage später nahm sie an den Hallenweltmeisterschaften in Portland teil und wurde dort Fünfte. Bei den Olympischen Spielen im gleichen Jahr in Rio de Janeiro kam sie auf den siebten Platz.
Bei den Weltmeisterschaften 2017 in London kam sie mit 6,67 m im Finale auf den sechsten Platz. Im Jahr darauf gewann sie bei den Commonwealth Games im heimischen Gold Coast mit 6,77 m die Silbermedaille hinter der Kanadierin Christabel Nettey. Mitte Juli wurde sie mit 6,76 m Dritte bei den Müller Anniversary Games in London und beim Continentalcup in Ostrava gelangte sie mit 6,71 m auf Platz zwei hinter der Kolumbianerin Caterine Ibargüen. 2019 wurde sie zum Auftakt der Diamond League in Doha mit 6,73 m Dritte und gewann kurz darauf bei den Ozeanienmeisterschaften in Townsville mit 6,49 m die Silbermedaille hinter Rellie Kaputin aus Papua-Neuguinea. Anfang Oktober erreichte sie bei den Weltmeisterschaften in Doha das Finale und wurde dort mit einem Sprung auf 6,46 m Zehnte. 2020 siegte sie mit 6,51 m beim Sydney Track Classic und im Jahr darauf siegte sie mit 6,63 m beim Queensland Track Classic und nahm dann im Sommer 2021 an den Olympischen Sommerspielen in Tokio teil und belegte dort mit 6,83 m im Finale den siebten Platz.
2022 siegte sie mit 6,44 m bei der BoXX United Manchester World Athletics Continental Tour und anschließend steigerte sie den Ozeanienrekord auf 7,13 m. Im Juli gelangte sie bei den Weltmeisterschaften in Eugene mit 6,87 m im Finale auf Rang fünf. Anschließend gewann sie bei den Commonwealth Games in Birmingham mit 6,95 m die Silbermedaille hinter der Nigerianerin Ese Brume. Im Jahr darauf wurde sie beim Diamond-League-Meeting in London mit 6,72 m Zweite, ehe sie bei den Weltmeisterschaften in Budapest mit 6,55 m in der Qualifikationsrunde ausschied. Bei den Olympischen Sommerspielen 2024 in Paris schied sie mit 6,31 m in der Vorrunde aus.
In den Jahren 2014 sowie 2016 und 2018 und 2021 und 2023 und 2024 wurde Buschkuehl Australische Meisterin im Weitsprung. Sie absolvierte ein Studium für Gesundheitswissenschaften an der Deakin University.

## Persönliche Bestleistungen
- Weitsprung: 7,13 m (+1,8 m/s), 9. Juli 2022 in Chula Vista (Ozeanienrekord)
- Dreisprung: 13,34 m (−0,7 m/s), 15. März 2012 in Sydney